# Adalbert Deckert (Ordenspriester)
Adalbert Deckert OCarm (* 13. April 1913 in Hirschfeld als Johann Franz Deckert; † 1. Juni 2008 in Bamberg) war ein deutscher Ordenspriester.

## Leben
Nach dem Besuch des Karmelitenseminars Marianum und des Alten Gymnasiums in Bamberg trat er 1932 als Abiturient in den Orden ein. Nach dem Noviziat in Straubing legte er 1933 die Profess ab. Von 1933 bis 1937 studierte er an der PTH Bamberg. Am 31. Januar 1937 weihte ihn Johann Jakob von Hauck im Bamberger Dom zum Priester. Von 1937 bis 1940 war er Seelsorger in St. Ägidien (Bad Reichenhall) sowie seit 1940 als Kaplan und Lazarettseelsorger bei St. Nikolaus (Bad Reichenhall). 1944 wechselte er nach Straubing und wurde Kirchenrektor von Frauenhofen (Pfarrei Perkam). Am 25. März 1950 wurde er zum Dr. phil. promoviert. 1952 wurde er zum Provinzial der Oberdeutschen Karmelitenprovinz gewählt. 1961 wurde er Provinzialarchivar. Von 1958 bis 2004 war er Direktor des III. Ordens in Bamberg. In den Jahren 1946/47 und 1952/53 wirkte er als Seelsorger in Gundelsheim und von 1958 bzw. 1967 bis 1993 hielt er regelmäßig den Sonntagsgottesdienst in Weipelsdorf und Trosdorf (Pfarrei Bischberg).

## Schriften (Auswahl)
- Karmel in Straubing, 600 Jahre. 1368–1968. Jubiläumschronik. Rom 1968, OCLC 1203381457.
- 50 Jahre Karmeliten in Springiersbach. Springiersbach 1972, OCLC 40900775.
- Von den Anfängen des Karmelitenordens (13. Jahrhundert). Ein revidiertes Bild. Kostelní Vydří 1996, ISBN 80-7192-174-2.
- Bamberga Carmelitana. Bamberg und sein Karmel. Bamberg 2002, OCLC 76439919.
- Sibert de Beka. In: Biographisch-Bibliographisches Kirchenlexikon (BBKL). Band 10, Bautz, Herzberg 1995, ISBN 3-88309-062-X, Sp. 8–10 (de beka.shtml Artikel/Artikelanfang im Internet-Archive).
- Andreas Stoss. In: Biographisch-Bibliographisches Kirchenlexikon (BBKL). Band 10, Bautz, Herzberg 1995, ISBN 3-88309-062-X, Sp. 1598–1600 (andreas.shtml Artikel/Artikelanfang im Internet-Archive).